# Maider Fernández Iriarte
Maider Fernández Iriarte ( San Sebastián, 1988 ) es una educadora y cineasta española. 

## Trayectoria
Tras diplomarse en Educación Social por la Universidad del País Vasco, cursó estudios superiores en Realización de Televisión, Cine y Vídeo y posteriormente obtuvo el Máster en Documental de Creación por la Universidad Pompeu Fabra. Trabajó como técnica audiovisual en el Centro Internacional de Cultura Contemporánea Tabakalera. Ha sido profesora de Fotografía en Donostia Kultura y ha impartido talleres de cine documental. Sus trabajos han sido reconocidos y exhibidos en numerosos festivales y centros de arte, como el Festival de Cine de San Sebastián, Festival de Cine Europeo de Sevilla, FICXixón, Zinebi, DA2, IVAM, FIC Uruguay o L'Alternativa. 
En 2019 estrenó su primer largometraje documental, Las letras de Jordi, sobre la peregrinación al Santuario de Lourdes de una persona con parálisis cerebral que se comunica por medio de un cartón con letras. La película se presentó en el 67º Festival Internacional de Cine de San Sebastián, dentro de la sección de cineastas noveles. 

## Filmografía
- Las letras de Jordi (2019) [4]
- Amor siempre (2018) [5]
- Gure Hormek (2016, Las chicas de Pasaik) [6]
- La chica de la luz (2016, Las chicas de Pasaik)
- Historia de dos paisajes (2016)
- Errautsak (2014, Zinergentziak#14, Zinebi)
- Agosto sin ti (2014, Las chicas de Pasaik)
- Encuentros (2014, Las chicas de Pasaik)
- Irudi mintzatuen hiztegi poetikoa (Aitor Gamentxo, Maria Elorza, Maider Fernández, 2012)